# Goro di Gregorio
Goro di Gregorio, detto Goro di Guccio Ciuti (Siena, 1275 – Siena, 1335), è stato uno scultore italiano.

## Biografia

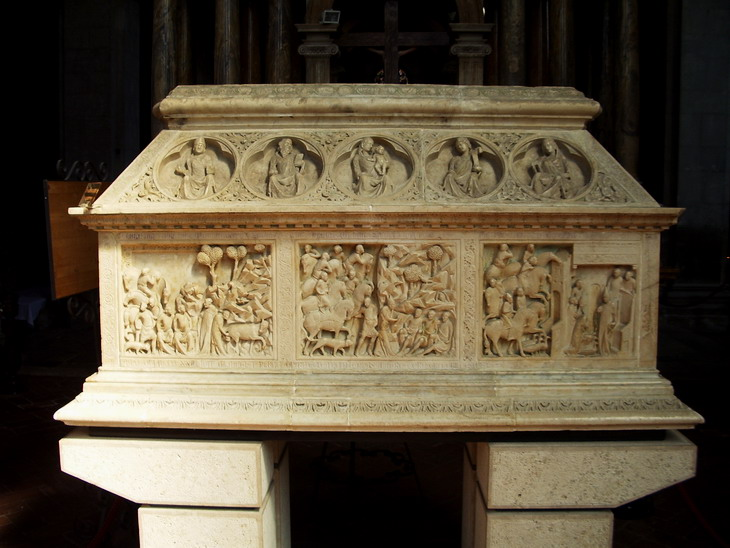
Sarcofago San Cerbone, Duomo di Massa Marittima

Figlio d'arte, dato che il padre di origine fiorentine collaborò con Nicola Pisano per alcune opere relative al duomo di Siena, operò inizialmente assieme ai suoi fratelli.
Gli storici dell'arte non sono riusciti a recuperare molte informazioni riguardanti Goro e solamente due sono le opere certamente realizzate da lui, poiché firmate: l'Arca di san Cerbone, (1324) nel duomo di Massa Marittima e la tomba del vescovo Guidotto de Abbiate (1333) nella basilica cattedrale protometropolitana della Santa Vergine Maria Assunta di Messina.
L'Arca, installata in origine dietro l'altare maggiore, è costituita da una tomba su cui si innalzano dodici rilievi raffiguranti santi, Madonne e scene di vita di san Cerbone, tra le quali il santo che familiarizza con alcuni orsi, oppure il santo assieme ai fedeli, o una serie di miracoli attribuiti al santo.
Le brillantezze dei rilievi, il ritmo agitato ma lieve delle linee, il gioco incisivo, ma delicato, di luci e delle ombre sulle superfici piatte, evidenziarono una precedente attività ed esperienza come orafo da parte del Goro. Alcuni storici dell'arte, come Enzo Carli definirono i rilievi prodotti dal Goro molto vicini allo "stile di predella", originario di Siena, caratterizzato da una visione pittorica e da una attenta cura dei dettagli.
La tomba del vescovo, invece, si caratterizzò per un rilievo raffigurante l'Annunciazione, una Adorazione dei magi, una Flagellazione e una Crocifissione.
Gli studi e le ricerche dei critici e degli storici dell'arte effettuati dopo il 1980 hanno contribuito ad attribuire a Goro di Gregorio circa ventidue sculture in marmo, argento e legno che sono databili tra il 1300 e il 1330.
Tra le opere principali attribuite al Goro si possono annoverare: due busti collocati nel portale nord del duomo di Siena (circa 1300); una statua del Profeta; il Socrate della collezione Hirsch; alcune piccole figure fuse in argento della Madonna con Bambino con vescovo adorante e dell'Angelo sul riccio di un pastorale esposte al Museo capitolare di Città di Castello (circa 1305), caratterizzate dalle forme pesanti e massicce.
I critici dell'arte, valutando sia la datazione dei suoi lavori, sia la qualità della sua arte, lo ritengono il più significativo scultore senese operante dopo l'allontanamento di Tino di Camaino e prima dell'arrivo di Giovanni di Agostino.
Grazie a Goro la scuola scultorea senese maturò le sue caratteristiche risolutive, che in pittura erano state dettate da Simone Martini, consistenti nel «trionfo della linea curva mossa e ornamentale», (Enzo Carli) nel gusto favoloso, elegante, segreto e spirituale del racconto.
Goro di Gregorio morì intorno al 1335.